# Jacqueline Vignaud
Jacqueline Vignaud (Paris 14e, 16 novembre 1925 - Nouan-le-Fuzelier, 21 septembre 2016) est un médecin français spécialiste de la neuroradiologie interventionnelle, qu'elle a contribué à développer en France et à l'international.

## Biographie
En 1960, elle a été chef de service de radiologie à la Fondation ophtalmologique Adolphe de Rothschild, qu'elle a créé pour accompagner le développement des services d’ophtalmologie,  de neurochirurgie, de neurologie et d’ORL. Elle est restée chef de ce service jusqu'en 1992. À ce poste, elle a notamment collaboré avec des ingénieurs comme Leopold Płowiecki pour concevoir ses instruments.
Au cours des années 1970 et 1980, elle a permis au monde médical de mieux comprendre et maîtriser la radio-anatomie et la pathologie du rocher et de l’orbite. Elle est également à l'origine de la radio-otologie en France.
Professeur au Collège de Médecine, elle fut un membre actif de nombreuses sociétés savantes et membre fondateur du CIREOL. Elle organisa les congrès de l’ESHNR à Uppsala en 1982 et de l’ICR en 1989.
Elle a eu pour élèves les deux professeurs reconnus Pierre Lasjaunias et Jacques Moret.
Le jour de sa prise de retraite en 2004, son collègue le docteur Kathlyn Marsot-Dupuch déclarait à son sujet : "cette femme est devenue très vite et pour de nombreuses années l’ambassadrice internationale de la neuroradiologie et de la radiologie ORL. Elle laisse un souvenir inoubliable de l’excellence de l’imagerie neuroradiologique française. Sa notoriété lui a permis de devenir un des premiers membres étrangers de l’ASNR et du RSNA".
Jacqueline Vignaud est élevée au grade d'officier de la Légion d'Honneur en 1998.